# Komplement
För plasmaproteiner i immunförsvaret, se Komplement (biologi)
För komplement som en syntaktisk term, se Komplement (lingvistik)
Komplementet till en mängd A är den mängd som innehåller alla objekt som inte finns i A. Detta kan skrivas exempelvis ∁(A), eller Ω \ A om Ω är vårt universum (se differens). Av definitionen förstår man att ∁(∅) = Ω och ∁(Ω) = ∅.
Vanliga skrivsätt för komplementet till mängden A är {\displaystyle A^{\complement }} eller A*.

## Exempel
- Om vi utgår från alla heltal som vårt universum, så är komplementet av mängden av alla udda tal lika med mängden av alla jämna tal.